# Alchornea glabra
Alchornea glabra là một loài thực vật có hoa trong họ Đại kích. Loài này được (Merr.) Hurus. mô tả khoa học đầu tiên năm 1954.